# Bila Tserkva
Bila Tserkva (tiếng Ukraina: Бі́ла Це́рква [ˈbʲiɫɑ ˈtsɛrkwɑ]; tiếng Ba Lan: Biała Cerkiew; tiếng Nga: Белая Церковь, chuyển tự: Belaya Tserkov; nghĩa đen 'Nhà thờ Trắng') là một thành phố miền trung Ukraina, là thành phố lớn nhất tỉnh Kiev. Bila Tserkva nằm trên sông Ros, cách Kiev xấp xỉ 80 km (50 mi) về phía nam. Diện tích thành phố là 34 km2 (13 dặm vuông Anh). Dân số chừng 207,745 (ước tính 2017) người.

## Khí hậu
| Dữ liệu khí hậu của Bila Tserkva (1981–2010) | Dữ liệu khí hậu của Bila Tserkva (1981–2010) | Dữ liệu khí hậu của Bila Tserkva (1981–2010) | Dữ liệu khí hậu của Bila Tserkva (1981–2010) | Dữ liệu khí hậu của Bila Tserkva (1981–2010) | Dữ liệu khí hậu của Bila Tserkva (1981–2010) | Dữ liệu khí hậu của Bila Tserkva (1981–2010) | Dữ liệu khí hậu của Bila Tserkva (1981–2010) | Dữ liệu khí hậu của Bila Tserkva (1981–2010) | Dữ liệu khí hậu của Bila Tserkva (1981–2010) | Dữ liệu khí hậu của Bila Tserkva (1981–2010) | Dữ liệu khí hậu của Bila Tserkva (1981–2010) | Dữ liệu khí hậu của Bila Tserkva (1981–2010) | Dữ liệu khí hậu của Bila Tserkva (1981–2010) |
| Tháng                                        | 1                                            | 2                                            | 3                                            | 4                                            | 5                                            | 6                                            | 7                                            | 8                                            | 9                                            | 10                                           | 11                                           | 12                                           | Năm                                          |
| -------------------------------------------- | -------------------------------------------- | -------------------------------------------- | -------------------------------------------- | -------------------------------------------- | -------------------------------------------- | -------------------------------------------- | -------------------------------------------- | -------------------------------------------- | -------------------------------------------- | -------------------------------------------- | -------------------------------------------- | -------------------------------------------- | -------------------------------------------- |
| Trung bình ngày tối đa °C (°F)               | −1.1 (30.0)                                  | −0.1 (31.8)                                  | 5.5 (41.9)                                   | 14.1 (57.4)                                  | 20.8 (69.4)                                  | 23.7 (74.7)                                  | 25.9 (78.6)                                  | 25.4 (77.7)                                  | 19.6 (67.3)                                  | 12.8 (55.0)                                  | 4.8 (40.6)                                   | 0.1 (32.2)                                   | 12.6 (54.7)                                  |
| Trung bình ngày °C (°F)                      | −3.8 (25.2)                                  | −3.3 (26.1)                                  | 1.4 (34.5)                                   | 8.8 (47.8)                                   | 15.2 (59.4)                                  | 18.0 (64.4)                                  | 19.9 (67.8)                                  | 19.1 (66.4)                                  | 13.8 (56.8)                                  | 8.0 (46.4)                                   | 1.9 (35.4)                                   | −2.5 (27.5)                                  | 8.0 (46.4)                                   |
| Tối thiểu trung bình ngày °C (°F)            | −6.4 (20.5)                                  | −6.1 (21.0)                                  | −1.9 (28.6)                                  | 4.0 (39.2)                                   | 9.4 (48.9)                                   | 12.7 (54.9)                                  | 14.3 (57.7)                                  | 13.4 (56.1)                                  | 8.9 (48.0)                                   | 3.9 (39.0)                                   | −0.7 (30.7)                                  | −5.0 (23.0)                                  | 3.9 (39.0)                                   |
| Lượng Giáng thủy trung bình mm (inches)      | 30.8 (1.21)                                  | 31.1 (1.22)                                  | 30.6 (1.20)                                  | 44.9 (1.77)                                  | 47.6 (1.87)                                  | 74.2 (2.92)                                  | 76.6 (3.02)                                  | 56.4 (2.22)                                  | 52.2 (2.06)                                  | 34.6 (1.36)                                  | 41.3 (1.63)                                  | 37.9 (1.49)                                  | 558.2 (21.98)                                |
| Số ngày giáng thủy trung bình (≥ 1.0 mm)     | 7.7                                          | 7.3                                          | 6.9                                          | 7.8                                          | 7.8                                          | 9.5                                          | 9.1                                          | 6.3                                          | 7.0                                          | 6.3                                          | 7.6                                          | 8.1                                          | 91.4                                         |
| Độ ẩm tương đối trung bình (%)               | 85.1                                         | 83.2                                         | 78.1                                         | 67.7                                         | 63.8                                         | 70.7                                         | 71.4                                         | 69.3                                         | 74.3                                         | 79.1                                         | 86.1                                         | 87.6                                         | 76.4                                         |
| Nguồn: Tổ chức Khí tượng Thế giới            |                                              |                                              |                                              |                                              |                                              |                                              |                                              |                                              |                                              |                                              |                                              |                                              |                                              |